# TOKYO DIME
TOKYO DIME（とうきょうダイム）は、日本のプロ3x3チーム。ホームグラウンドは東京都渋谷区。3x3.EXE PREMIER所属。呼称はTOKYO DIME.EXE（とうきょうダイム ドットエグゼ）。
日本のトップリーグである3x3.EXE PREMIERに初年度の2014年度より「DIME.EXE」として参戦し、初代チャンピオンになっている。2大チーム目標として、『世界一の3x3チームになること』、『オリンピック選手を輩出すること』を掲げている。2018シーズンの3x3.EXE PREMIREの女子リーグの開始にあたっては、「TOKYO DIME.EXE」のチーム名で参戦している。

## 歴史
- 2014年 - 岡田優介、田村裕、大西ライオンの3名が共同オーナーとして3x3チーム「DIME」結成[1]。同年、3x3.EXE PREMIER初代優勝チームとなる
- 2018年 - チーム名を「TOKYO DIME」に変更[3]。3x3.EXE PREMIER女子カテゴリに参戦
- 2021年 - 所属選手の落合知也が3x3男子日本代表として2020年東京オリンピックに出場。渋谷区よりスポーツPRや振興を担うスポーツチーム「PLAY渋谷区」に認定される[4]。

## 獲得タイトル
男子チーム
- 3x3.EXE PREMIER（2014、2017）
- 3x3 JAPAN TOUR EXTREME（2020）

## 所属選手
2021年の選手
| 男子チーム                                                                 | 女子チーム                                                                   |
| -------------------------------------------------------------------------- | ---------------------------------------------------------------------------- |
| - 落合知也 - 小松昌弘 - 鈴木慶太 - 岡田優介 - 原修太 - 岩下達郎 - 杉浦佑成 | - 森本由樹 - 小池真理子 - 有明葵衣 - 加藤希恵 - 吉武忍 - 西田梨乃 - 品川夏帆 |

### 過去の主な所属選手
男子
- エドワード・モリス

女子
- 落合里泉
- 瀬崎理奈
- 相原渚